# Japán régiói
Japán nyolc régióra (japánul 地方, chihō) oszlik. Nem közigazgatási egységek. Hagyományosan az ország földrajztudományi tagolására használják őket – például az időjárás-jelentésekben, s gyakran tüntetik fel üzleti vállalkozások nevében is. 
| Hokkaidó Tóhoku Kantó Csúbu Kanszai Csúgoku Sikoku Kjúsú |

| Régió    | Prefektúrák                                                             | Legnagyobb város |
| -------- | ----------------------------------------------------------------------- | ---------------- |
| Csúbu    | Aicsi, Fukui, Gifu, Isikava, Jamanasi, Nagano, Niigata, Sizuoka, Tojama | Nagoja           |
| Csúgoku  | Hirosima, Jamagucsi, Okajama, Simane, Tottori                           | Hirosima         |
| Hokkaidó | Hokkaidó                                                                | Szapporo         |
| Kanszai  | Hjógo, Kiotó, Mie, Nara, Oszaka, Siga, Vakajama                         | Oszaka           |
| Kantó    | Csiba, Gunma, Ibaraki, Kanagava, Szaitama, Tocsigi, Tokió               | Tokió            |
| Kjúsú    | Fukuoka, Kagosima, Kumamoto, Mijazaki, Nagaszaki, Okinava, Óita, Szaga  | Fukuoka          |
| Sikoku   | Ehime, Kagava, Kócsi, Tokusima                                          | Macujama         |
| Tóhoku   | Akita, Aomori, Fukusima, Ivate, Jamagata, Mijagi                        | Szendai          |